# Représentations diplomatiques du Soudan

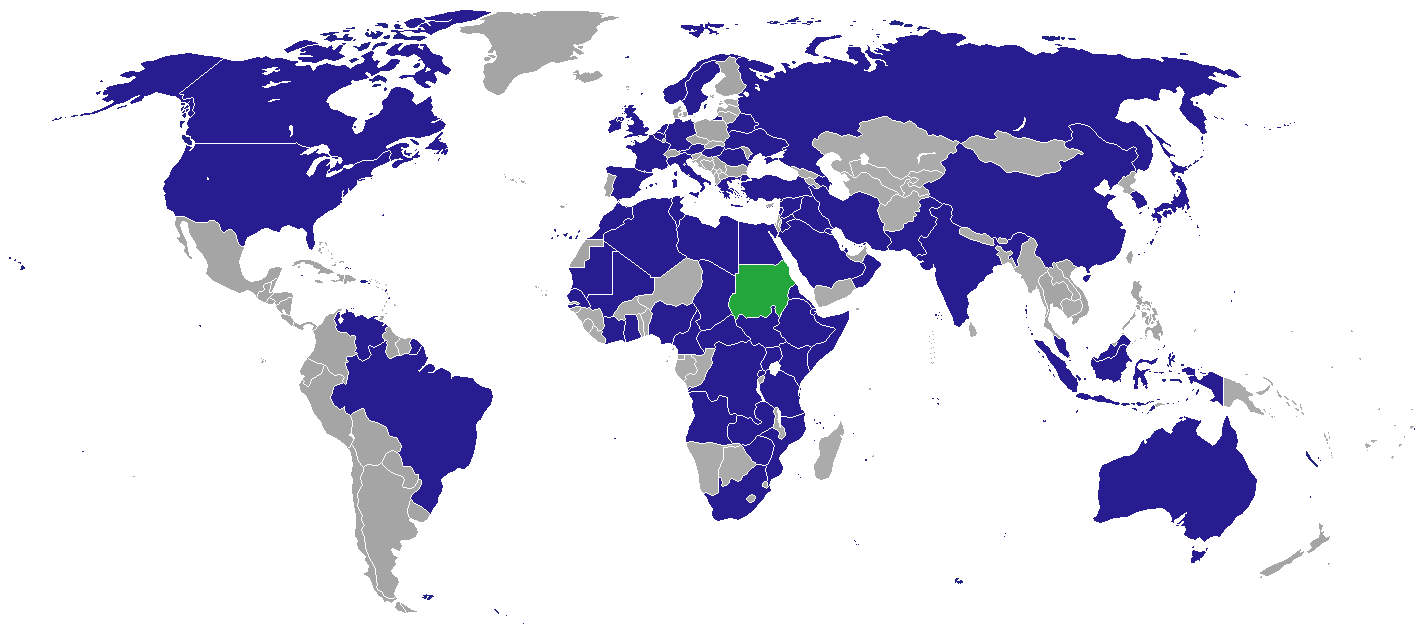
Carte des représentations diplomatiques du Soudan.

Cette liste comprend les représentations diplomatiques du Soudan, à l'exclusion des consulats honoraires.

## Afrique
- Afrique du Sud
  - Pretoria (ambassade)
- Algérie
  - Alger (ambassade)
- Angola
  - Luanda (ambassade)
- Cameroun
  - Yaoundé (ambassade)
- Comores
  - Moroni (ambassade)
- Djibouti
  - Djibouti (ambassade)
- Égypte
  - Le Caire (ambassade)
  - Assouan (consulat général)
- Érythrée
  - Asmara (ambassade)
- Éthiopie
  - Addis-Abeba (ambassade)
- Ghana
  - Accra (ambassade)
- Kenya
  - Nairobi (ambassade)
- Libya
  - Tripoli (ambassade)
- Maroc
  - Rabat (ambassade)
- Mauritanie
  - Nouakchott (ambassade)
- Mozambique
  - Maputo (ambassade)
- Nigeria
  - Lagos (ambassade)
- Ouganda
  - Kampala (ambassade)
  - Gulu (consulat général)
- République centrafricaine
  - Bangui (ambassade)
- République démocratique du Congo
  - Kinshasa (ambassade)
- Rwanda
  - Kigali (ambassade)
- Sénégal
  - Dakar (ambassade)
- Somalie
  - Mogadiscio (ambassade)
- Soudan du Sud[1]
  - Djouba (ambassade)
- Tanzanie
  - Dar es Salam (ambassade)
- Tchad
  - N'Djaména (ambassade)
- Tunisie
  - Tunis (ambassade)
- Zambie
  - Lusaka (ambassade)
- Zimbabwe
  - Harare (ambassade)

## Amérique
- Brésil
  - Brasilia (ambassade)
- Canada
  - Ottawa (ambassade)
- États-Unis
  - Washington (ambassade)
  - New York (consulat général)
- Venezuela
  - Caracas (ambassade)

## Asia
- Arabie saoudite
  - Riyad (ambassade)
  - Djeddah (consulat général)
- Azerbaïdjan
  - Bakou (ambassade)
- Bahreïn
  - Manama (ambassade)
- Chine
  - Pékin (ambassade)
- Corée du Sud
  - Séoul (ambassade)
- Émirats arabes unis
  - Abou Dabi (ambassade)
  - Dubaï (consulat général)
- Inde
  - New Delhi (ambassade)
- Indonésie
  - Jakarta (ambassade)
- Irak
  - Bagdad (ambassade)
- Iran
  - Téhéran (ambassade)
- Japon
  - Tokyo (ambassade)
- Jordanie
  - Amman (ambassade)
- Koweït
  - Koweït (ambassade)
- Liban
  - Beyrouth (ambassade)
- Malaisie
  - Kuala Lumpur (ambassade)
- Oman
  - Mascate (ambassade)
- Pakistan
  - Islamabad (ambassade)
- Qatar
  - Doha (ambassade)
- Syrie
  - Damas (ambassade)
- Turquie
  - Ankara (ambassade)
  - Istanbul (consulat général)

## Europe
- Allemagne
  - Berlin (ambassade)
- Autriche
  - Vienne (ambassade)
- Belgique
  - Bruxelles (ambassade)
- Biélorussie
  - Minsk (ambassade)
- Espagne
  - Madrid (ambassade)
- France
  - Paris (ambassade)
- Grèce
  - Athènes (ambassade)
- Hongrie
  - Budapest (ambassade)
- Irlande
  - Dublin (ambassade)
- Italie
  - Rome (ambassade)
- Norvège
  - Oslo (ambassade)
- Pays-Bas
  - La Haye (ambassade)
- Roumanie
  - Bucarest (ambassade)
- Royaume-Uni
  - Londres (ambassade)
- Russie
  - Moscou (ambassade)
- Suède
  - Stockholm (ambassade)
- Ukraine
  - Kiev (ambassade)

## Océanie
- Australie
  - Canberra (ambassade)

## Organisations internationales
- Union africaine
  - Addis-Abeba (mission permanente)
- Union européenne
  - Bruxelles (mission)
- ONU
  - Genève (mission permanente auprès des Nations unies et d'autres organisations internationales)
  - New York (mission permanente)
  - Nairobi (mission permanente auprès des Nations unies et d'autres organisations internationales)
  - Vienne (mission permanente)
- UNESCO
  - Paris (mission permanente)

## Galerie

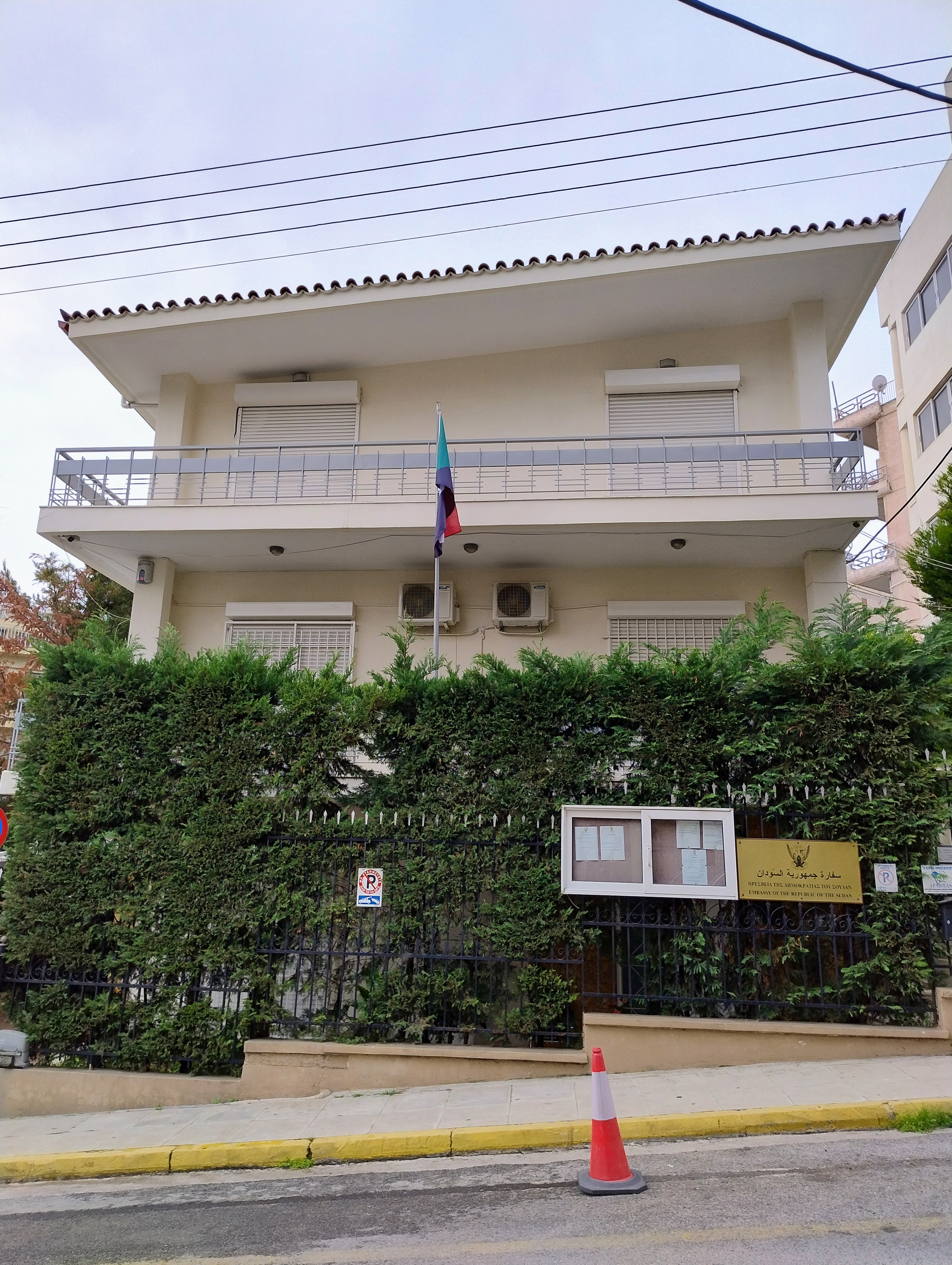
Ambassade à Athènes.
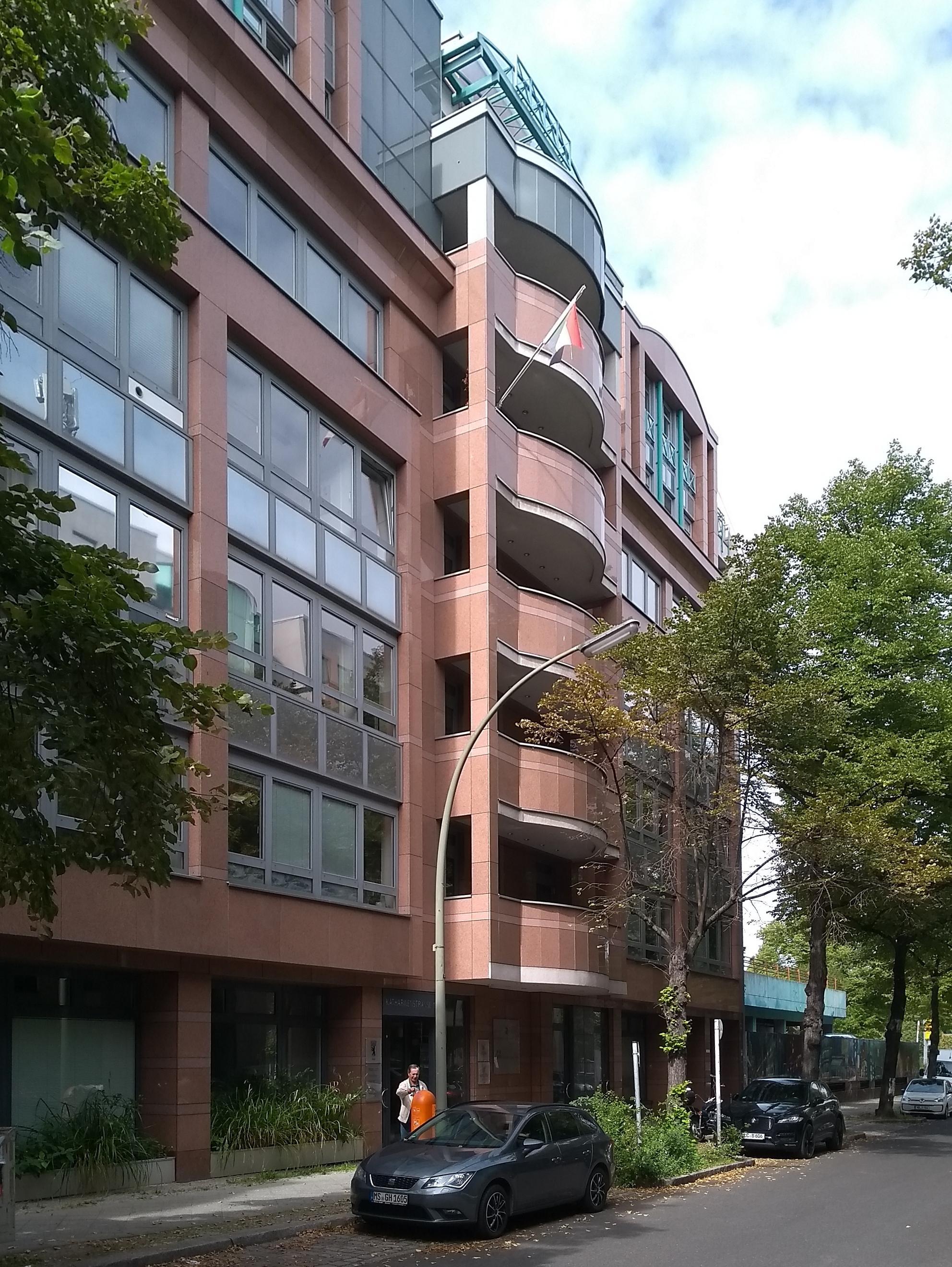
Ambassade à Berlin
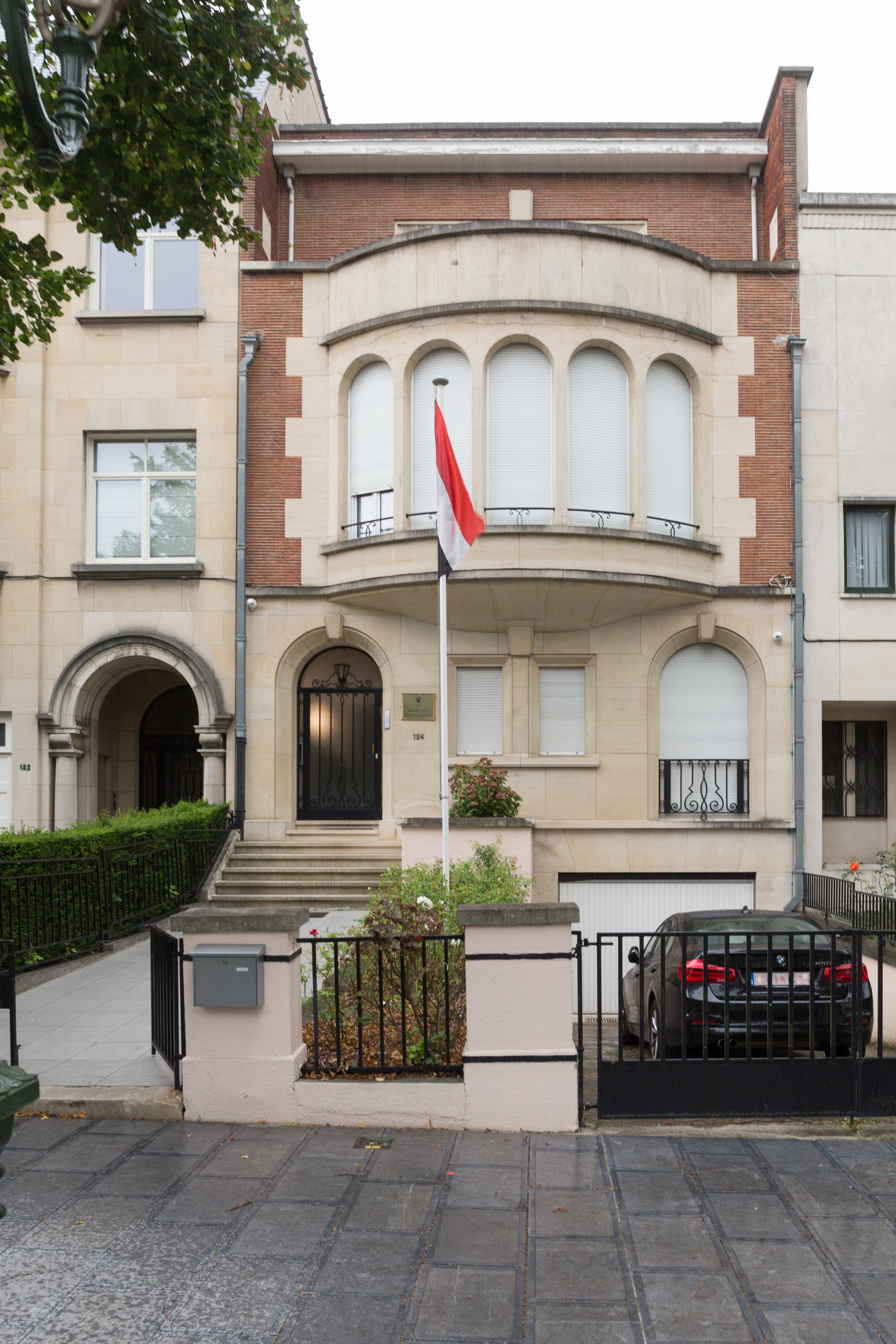
Ambassade à Bruxelles.
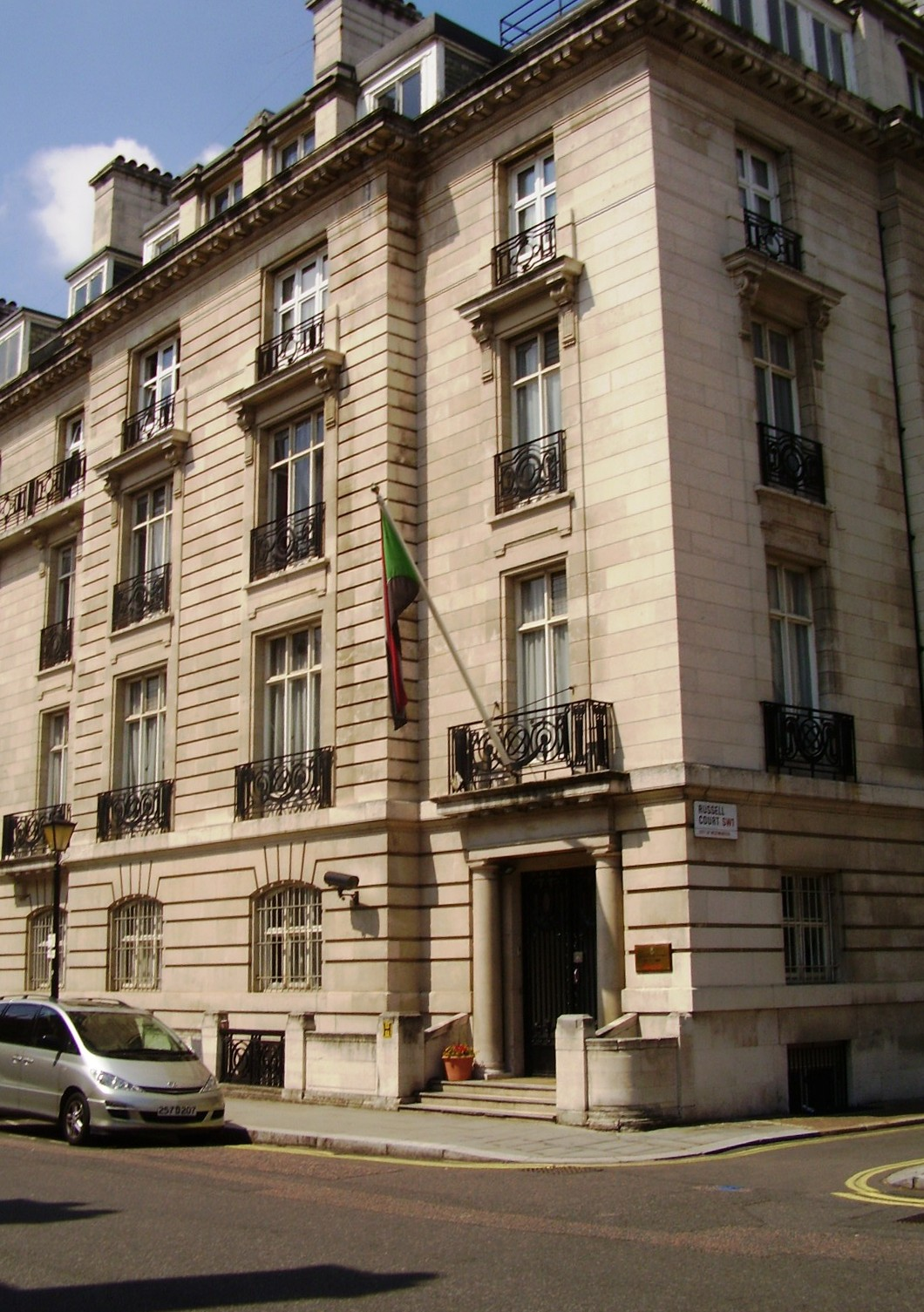
Ambassade à Londres.
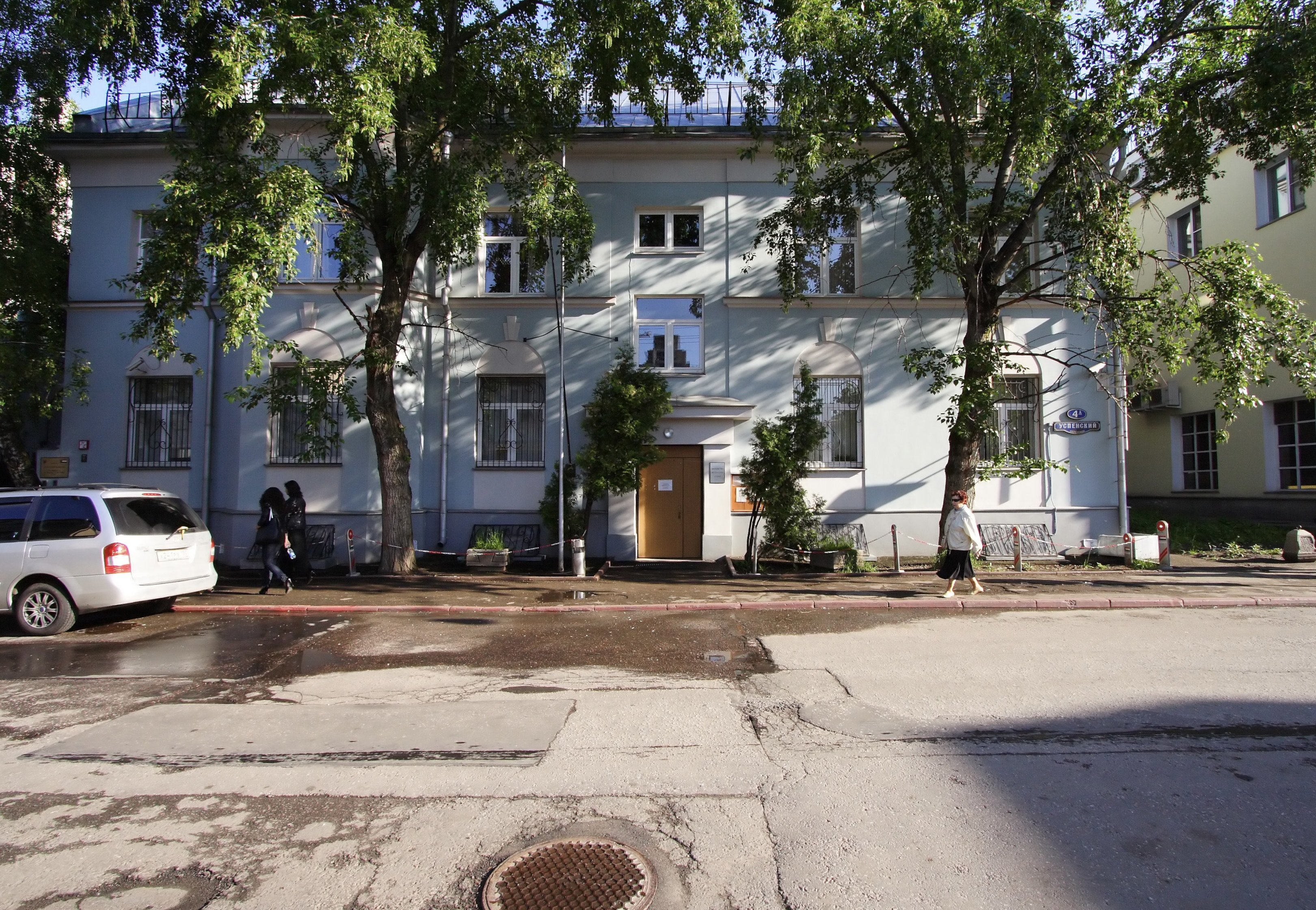
Ambassade à Moscou.
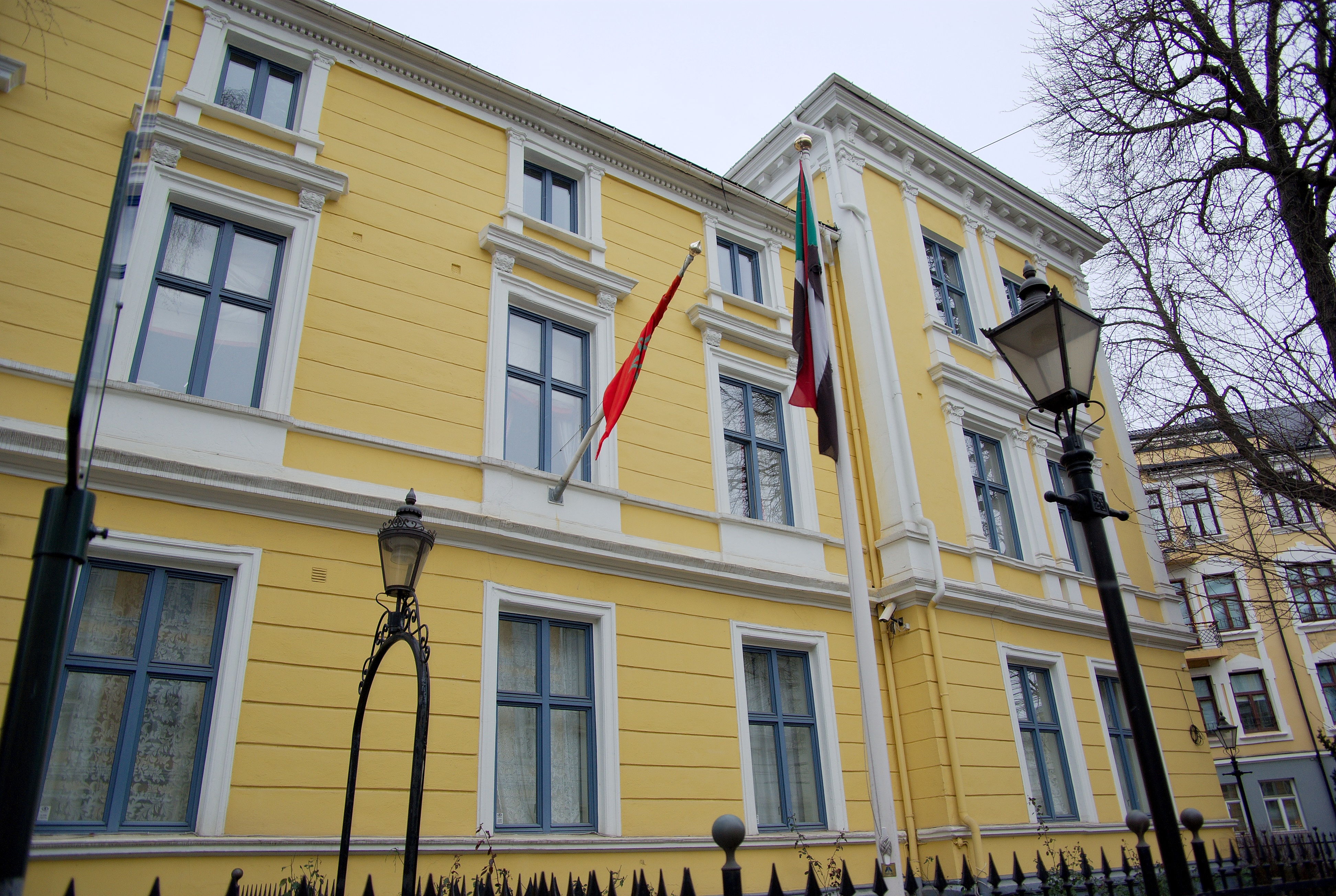
Ambassade à Oslo.
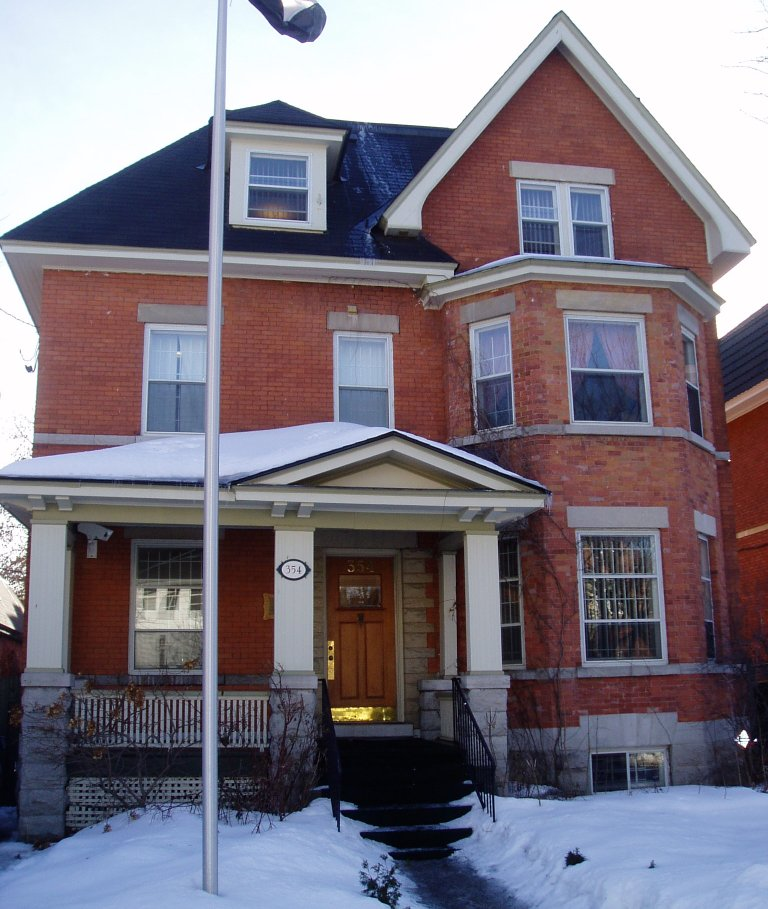
Ambassade à Ottawa.
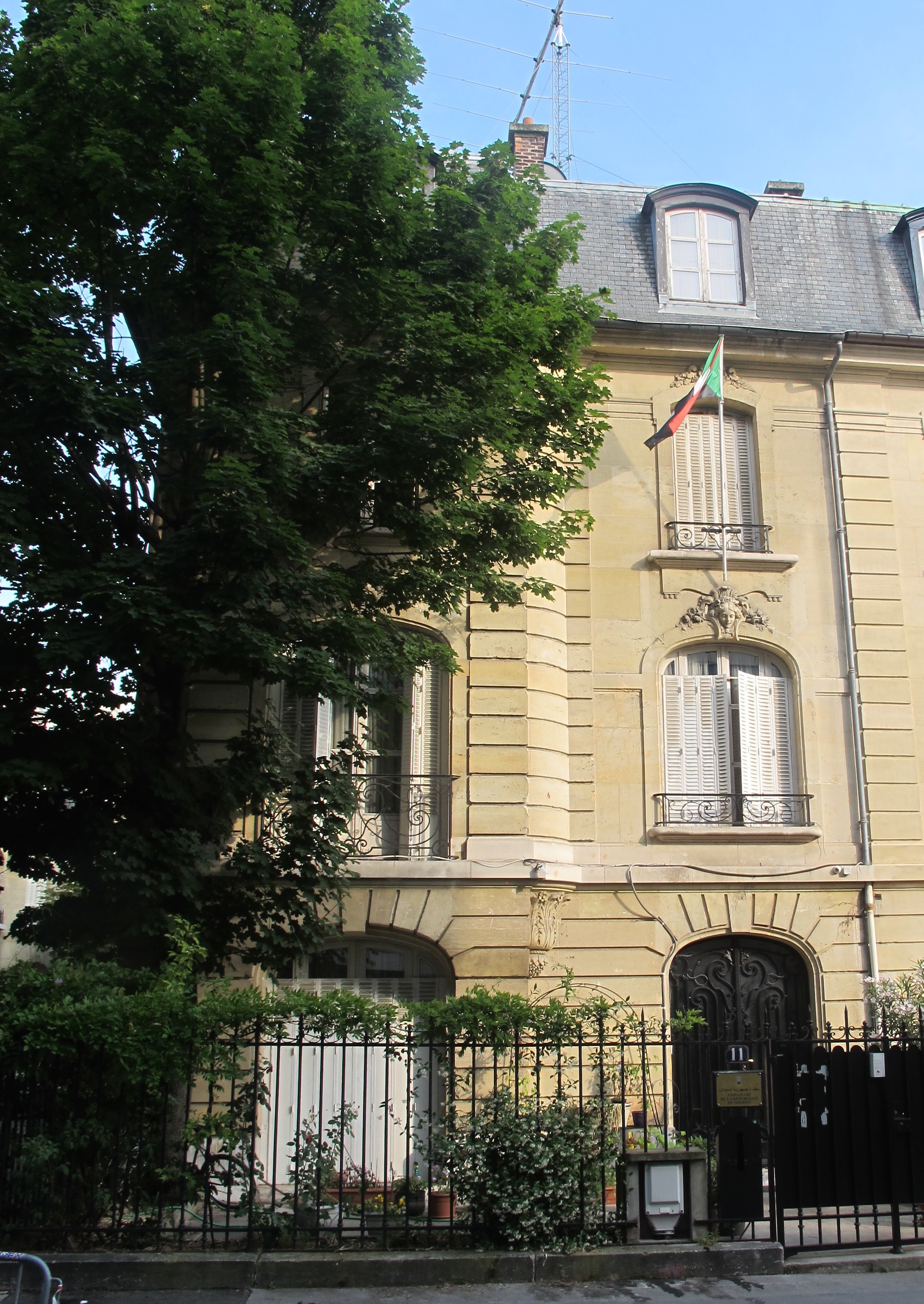
Ambassade à Paris.
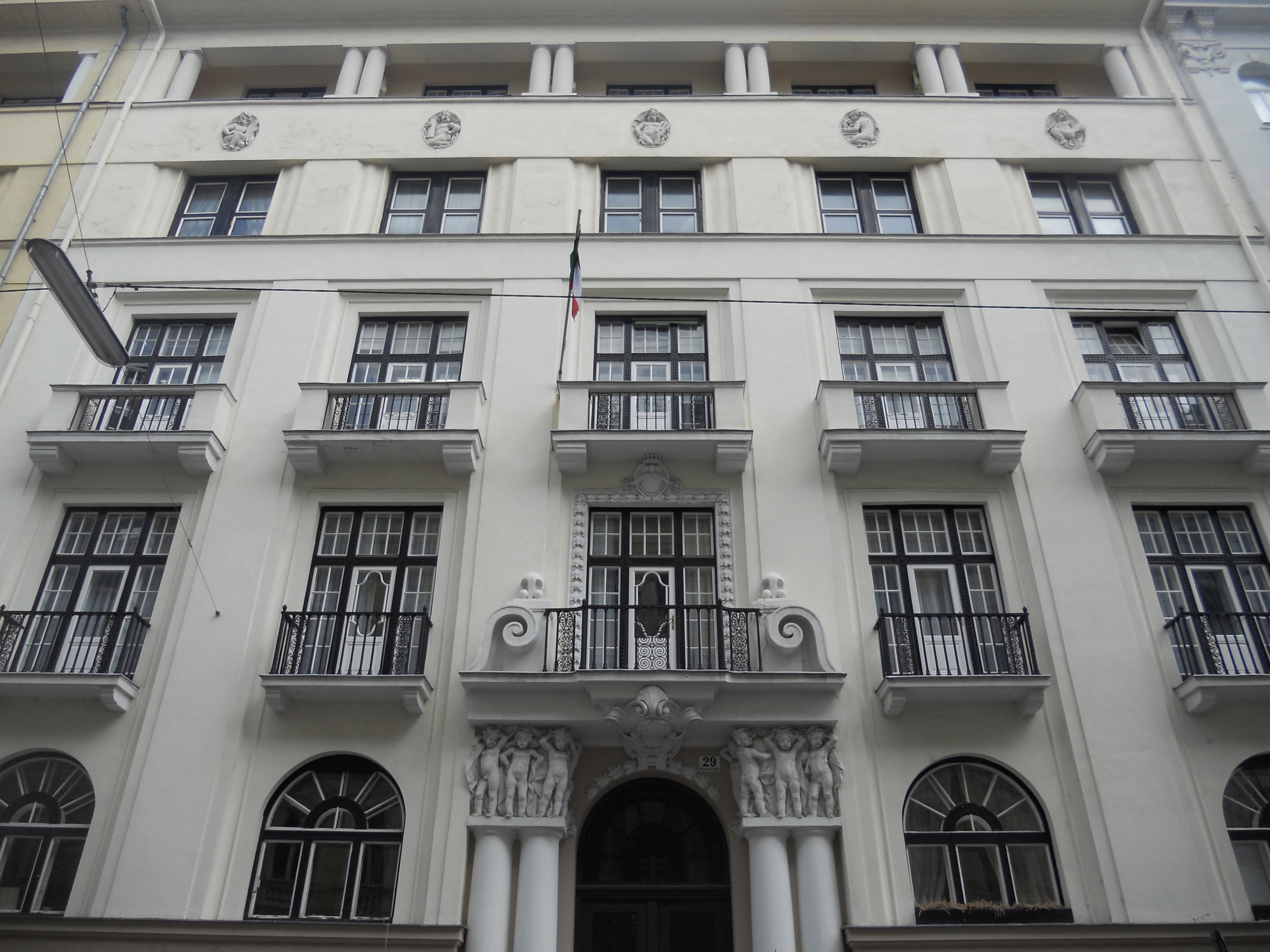
Ambassade à Vienne.
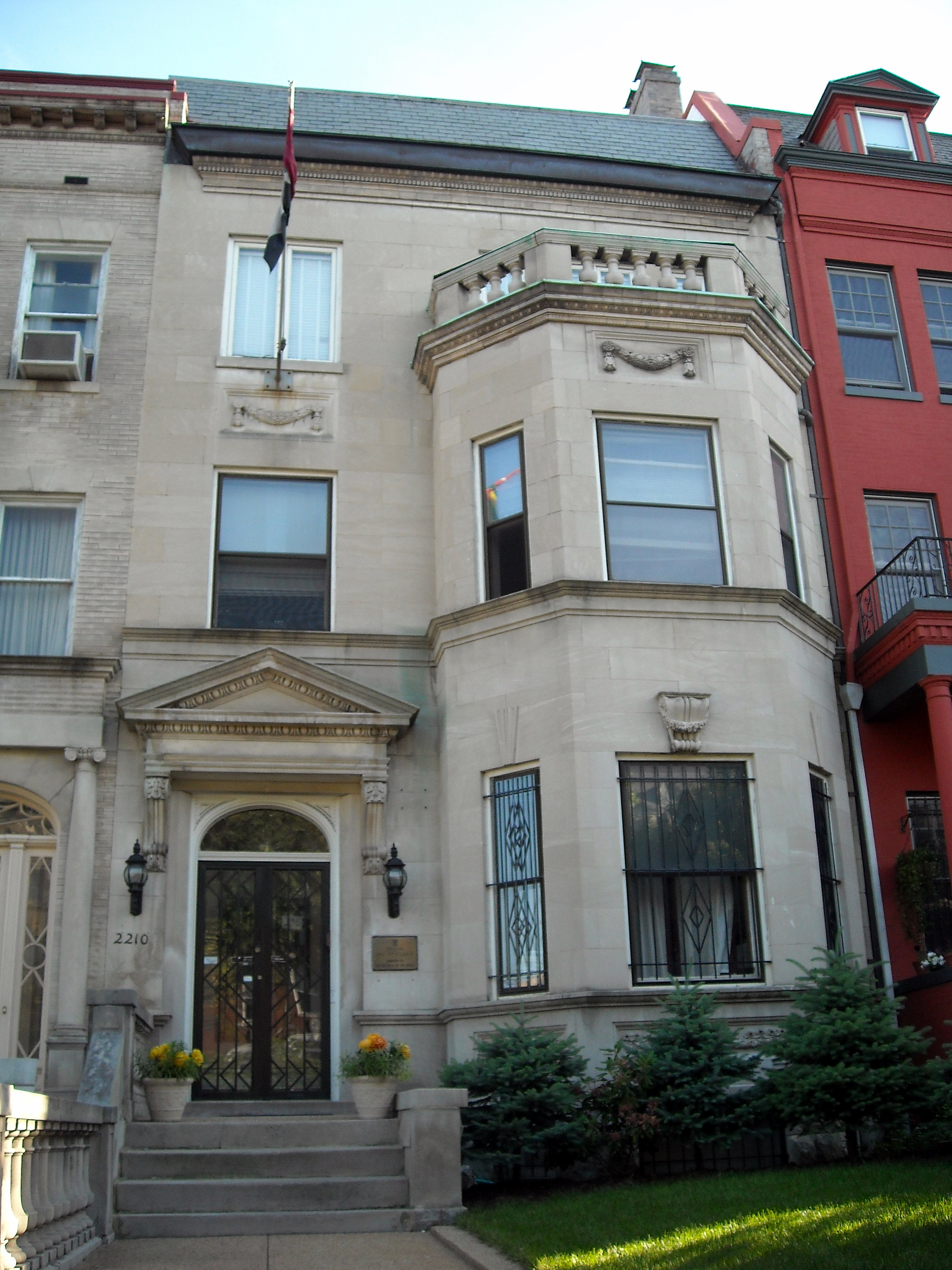
Ambassade à Washington.
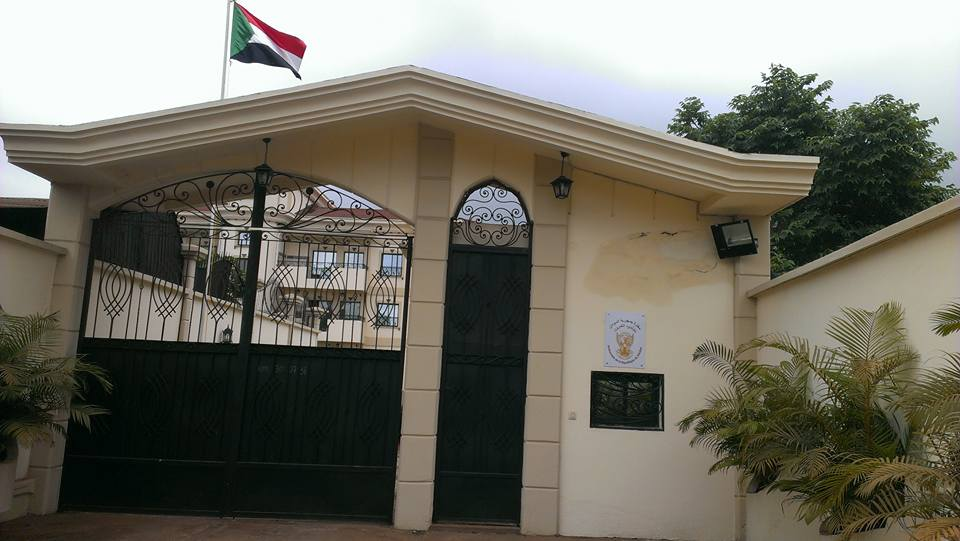
Ambassade à Yaoundé.